# Rodolfo Emilio Giuseppe Pichi Sermolli
Rodolfo Emilio Giuseppe Pichi Sermolli (o Pichi-Sermolli) (1912, Florencia - 2005) fue un botánico italiano.

## Biografía
Era hijo de Giuseppe Pichi-Sermolli y de Maria Del Rosso.
Se diploma en historia natural en la Universidad de Florencia, en 1935.
Se casa el 9 de abril de 1942 con Clara Bernardini, unión que les da dos hijos.
De 1935 a 1958, es asistente en el Instituto de Botánica de la Universidad de Florenci; de 1958 a 1959 profesor de botánica en la Universidad Sassarid en Cerdeña y, a partir de 1959, profesor del Instituto Botánico de la Universidad de Génova y director de su Jardín botánico.
Fue un especialista en ecología y en fitogeografía de África tropical, en donde trabajó largamente en taxonomía vegetal.

## Algunas publicaciones
- Authors of Scientific Names in Pteridophyta. Royal Botanic Gardens, Kew. 1996. 78pp, PB. ISBN 0-947643-90-7

- Index Filicum, Supplementum Quartum, pro Annis 1934-1960 [Index to the Ferns, Fourth Supplement, for Years 1934-1960]. Internat. Bureau for Plant Taxonomy and Nomenclature, Utrecht, Netherlands. 1965. vi/370 pp. PB

- "A provisional catalogue of the family names of living pteridophytes." Webbia 25: 219 - 297. 1970

- "Historical review of the higher classification of the Filicopsida." In Jermy, A.C., Crabb, J.A. & Thomas, B.A. eds, Phylogeny and Classification of the Ferns Suppl. 1 Bot. J. Linn. Soc. 67: 11 - 40, f. 1 - 8, pl. 1 - 19. 1973

- "Tentamen pteridophytorum genera in taxanomicum ordinam redigendi." Webbia 31: 315 - 512. 1977

## Honores

### Eponimia
Géneros
- (Arecaceae) Pichisermollia H.C.Monteiro[1]

- (Polypodiaceae) Pichisermollia Fraser-Jenk.[2]

Especies
- (Caryophyllaceae) Silene pichiana Ferrarini & Cecchi[3]

- (Lycopodiaceae) Huperzia pichiana Tardieu[4]

- (Poaceae) Sesleria pichiana Foggi, Gr.Rossi & Pignotti[5]
- La abreviatura «Pic.Serm.» se emplea para indicar a Rodolfo Emilio Giuseppe Pichi Sermolli como autoridad en la descripción y clasificación científica de los vegetales.[6]